# Avgust Sfiligoj
Avgust Sfiligoj, slovenski rodoljub, tigrovec, odvetnik in politik, * 21. oktober 1902, Dobrovo, † 28. maj 1985, Gorica.

## Življenje in delo
Rodil se je v družini kmeta Jožefa Sfiligoja. Osnovno šolo je končal v rojstnem kraju in nato opravil 2. razreda gimnazije v Gorici. Po vstopu Italije v 1. svetovno vojno je bil z družino v begunstvu v kraju Merate v italijanski pokrajini Lecco. Po vojni je leta 1921 v Gorici končal licej, maturiral pa 1924 v Bergamu in 1928 doktoriral iz prava v Padovi s tezo o krvnih maščevanjih na splošno in posebej pri Slovanih. Do marca 1930 je bil pripravnik v odvetniški pisarni dr. Medveščka v Gorici; odvetniški izpit je naredil 1946 in bil nato odvetnik v Gorici. Od 1925 je bil član akademskega počitniškega društva Adrija v Gorici, od 1928 pa je v političnem in kulturnem smislu deloval proti fašizmu. Postal je član tajnega odbora TIGR za Goriško pokrajino in tajnik goriške Edinosti. Leta 1930 so ga aretirali in decembra 1931 obsodili na 10 let zapora; marca 1935 je bil ob splošni amnestiji izpuščen, a pod stalnim policijskim nadzorom in s prepovedjo delovanja v javnih službah. Fašistični režim ga je junija 1940 znova aretiral in konfiniral v Chiaromonte (pokrajina Potenza) in nato v Anzio, leto pozneje pa obtožili vohunstva in zarote proti italijanski državi, poročal naj bi
jugoslovanskemu konzulatu o vojaških utrdbah v Alpah, decembra 1941 je bil pred Posebnim sodiščem za zaščito države v Trstu obsojen na 30 let zapora, v zaporu je bil 2. leti in 7 mesecev, najprej v mestu Civitavecchia, potem pa v San Gimignanu. Po izpustitvi 1943 je februarja 1944 odšel na partizansko območje v Goriška Brda, kjer je bil med drugim odgovoren za ugotavljanje tamkajšnje jezikovne meje. Po osvoboditvi ga je OZNA zaradi nasprotovanja novim jugoslovanskim oblastem aretirala, vzrok naj bi bil, da je nagovarjal ljudi, naj ob prihodu zaveznikov izobesijo slovensko zastavo brez zvezde. V zaporu v Ajdovščini je prebil več mesecev, ker pa so ugotovili, da to ni kaznivo dejanje, je bil izpuščen. Nato je deloval v pripravljalnem odboru in leta 1947 pri ustanovitvi Slovenske demokratske zveze v Gorici. Italijanske oblasti so ga 1950 znova aretirale, da bi prestal še 17 let zapora, prisojenega 1941. Sodba je bila še istega leta razveljavljena vseh obtožb, za obdobje 1931-1941 pa je bil oproščen šele 1971. Sfiligoj je po 2. svetovni vojni veliko pripomogel k uzakonitvi slovenskega šolstva na Tržaškem in Goriškem. Ukvarjal se je z zgodovino, sodeloval na različnih srečanjih, v samozaložbi pa izdal publikaciji Slovenska demokratska zveza v Gorici 1947-1969 (Gorica, 1969) in Boj Slovencev pod fašizmom za narodne pravice (Gorica, 1984).